# Jordi I d'Abkhàzia
Jordi I d'Abkhàzia o Jordi Aghtsepeli (en georgià გიორგი აღწეფელი) fou un rei d'Abkhàzia de la dinastia dels Antxabàdzides que va regnar del 871 al 877 d'acord amb Cyril Toumanoff o del 864 al 871 segons les hipòtesis recents de Christian Settipani.
El "Divan dels reis d'Abkhàzia" el designa com el germà dels seus predecessors però no indica la durada del seu regnat. La "Crònica Georgiana" esmenta que era efectivament el germà de Thewdos (Teodosi II) i de Dimitri (Demetri II), i fill de Lleó II d'Abkhàzia. El seu malnom d'« Aghtsepeli » (en georgià აღწეფელი) està lligat sens dubte a la possessió, com a germà del rei, d'un domini a Aghtseph, la situació de la qual és desconeguda. Segons la Crònica, Jordi I hauria pres en el seu regnat el control d'una part de Kartli. Probablement no tenia hereus pel que va nomenar eristavi de Txikha a Tinin, fill del seu germà Demetri II, mentre l'altra fill d'aquest, fou exiliat per raons desconegudes.
A la mort de Jordi I la seva esposa, de nom desconegut, fou seduïda per un noble, el mthawar Ioanes Schavliani; aleshores la reina va fer matar Tinin i tirar a Bagrat al mar per donar el tron al seu amant (Joan Xavliani d'Abkhàzia).